# Mîroliubivka, Jîtomîr
Mîroliubivka (în ucraineană Миролюбівка) este localitatea de reședință a comunei Mîroliubivka din raionul Jîtomîr, regiunea Jîtomîr, Ucraina.

## Demografie
Componența lingvistică a localității Mîroliubivka
     Ucraineană (99,21%)
     Alte limbi (0,64%)
Conform recensământului din 2001, majoritatea populației localității Mîroliubivka era vorbitoare de ucraineană (99,21%), existând în minoritate și vorbitori de alte limbi.